# Tuba.fm
Tuba.FM – internetowa platforma radiowa Grupy Radiowej Agora udostępniająca w Internecie streaming (strumień) stacji radiowych oraz stacje radia internetowego.

## O projekcie
W serwisie Tuba.FM każdy użytkownik może tworzyć własne radia internetowe, podając jednego lub kilku artystów. Na ich podstawie system generowania radia dobiera do playlisty artystów podobnych do podanych przez użytkownika. Oprócz tego w serwisie słuchać można stacji naziemnych należących do Grupy Radiowej Agora oraz stacje radia internetowego z muzyką dobraną wg gatunków i artystów.
Tuba posiada własny algorytm do łączenia stylów muzycznych i układania gotowych stacji oraz wykorzystuje potencjał własnego departamentu muzycznego, który jednocześnie zajmuje się badaniem muzyki. Za opracowanie algorytmu serwis otrzymał nagrodę Media Trendy 2010 w kategorii innowacje w mediach.
Paczka kanałów radiowych z Tuba.FM dostępna jest również w usłudze Radio+ na platformie cyfrowej nc+ oraz dzięki usłudze Nokia Internet Radio w telefonach komórkowych.
Obecnie aplikacja Tuba.FM jest dostępna dla platform mobilnych:
- Android
- iPad
- iPhone
- Windows Phone
- Windows 10
- Nokia (Symbian / Meego)
- Bada (Samsung)
- BlackBerry

Dla platform telewizyjnych:
- Samsung Smart TV
- nc+
- Toshiba Smart TV
- Netia Player
- Panasonic Viera
- Philips NetTV
- LG Smart TV

## Historia
Serwis został uruchomiony 23 października 2007. Początkowo można było w nim posłuchać część stacji naziemnych należących do Grupy Radiowej Agora oraz 7 kanałów muzycznych. 28 lutego 2008 ruszają 4 nowe kanały w tym dwa autorskie Marka Niedźwieckiego i Artura Rojka. Z kolei 16 lipca 2008 nastąpiła zmiana layoutu i wprowadzenie kolejnych 6 nowych kanałów muzycznych. 1 sierpnia 2008 w serwisie rozpoczęto emisję muzycznej telewizji w formacie MIX CHR. 3 grudnia 2009 wprowadzono możliwość tworzenia własnych stacji radiowych w oparciu o ulubionych artystów. Kolejno 29 kwietnia 2010 dokonano zmiany layoutu, wprowadzono możliwość rejestracji użytkowników, systemy zapisywania i polecania stacji radiowych. 1 lipca 2012 miała miejsce kolejna zmiana layoutu oraz optymalizacja algorytmu łączenia stylów i gatunków. 28 lutego 2021 zamknięto serwis Tuba.FM, udostępniająca radia z teledyskami muzycznymi. W listopadzie 2022 serwisy internetowe tuba.fm i tuba.pl zostały zastąpione przez muzyczny serwis internetowy Tuba dostępny pod adresem fm.tuba.pl z podcastami oraz internetową platformą radiową.

## Kanały

### Stacje Grupy Radiowej Agora dostępne w emisji naziemnej
- Złote Przeboje
- Tok FM
- Rock Radio
- Radio Pogoda

### Pozostałe stacje dostępne na Tuba.FM
- Roxy Alternative – autorskie radio Artura Rojka
- Roxy FM Fresh – nowości z rockowej sceny
- Roxy FM Rewind – rockowe przeboje lat 90. i obecnej dekady
- Roxy UK – rockowe brzmienia w Brytyjskim klimacie
- Radio Smooth Jazz Cafe – autorskie radio Marka Niedźwieckiego
- Złote Przeboje Klasyka Rocka – rockowe przeboje wszech czasów
- Złote Przeboje po polsku – muzyka produkcji krajowej
- Złote Przeboje '60 – Przeboje lat 60.
- Złote Przeboje '70 – Przeboje lat 70.
- Złote Przeboje '80 – Przeboje lat 80.
- Kiss FM – muzyka na topie
- Kiss The Hit – muzyka ze szczytów list przebojów
- Kiss The Beat – muzyka klubowa
- Kiss The Flow – muzyka Urban
- Blue Party – taneczne hity
- Infomuzyka FM – najciekawsze nowości
- Tok Music – muzyka emitowana na antenie radia TOK FM
- Kotek.fm – dla czytelników kotek.pl, dla nastolatek

### Wybrane kanały okolicznościowe w Tuba.FM
- Święta Grają – motywy bożonarodzeniowe
- Love Songs – piosenki o miłości